# Канал Кош-Тепа
37°05′05″ пн. ш. 67°46′26″ сх. д. / 37.084797° пн. ш. 67.773767° сх. д.
Канал Кош-Тепа (пушту د قوشتپې کنال; перс. کانال قوش تپه; узб. Qoʻshtepa kanali) — канал, що будується на півночі Афганістану для відводу води з Амудар'ї. 

Очікується, що магістральний канал матиме 285 км завдовжки, ініціатива спрямована на перетворення 550 000 гектарів пустелі на сільськогосподарські угіддя. 

Канал Кош-Тепа починається в провінції Балх і, має досягти Фар'яб, через Джаузджан. 

Керований Талібаном уряд Афганістану зробив канал пріоритетним проектом, і будівництво розпочалося на початку 2022 року. 

Зображення, надані Planet Labs, показали, що з квітня 2022 року по лютий 2023 року було розкопано понад 100 км каналу. 

Перший етап проекту завершено в жовтні 2023 року, 
, 
другий етап розпочався негайно, до грудня 2024 року другий етап завершено на 81 %. 

Незалежні експерти та інженери висловили скептицизм і занепокоєння щодо проекту, заявивши, що афганський уряд не володіє ноу-хау для ефективного завершення будівництва каналу. 
Зокрема, вони відзначили брак нагляду за використанням «елементарних» методів будівництва. 

У грудні 2023 року повідомлялося, що канал зазнав великого прориву, із супутниковими зображеннями, які показують велику водойму, яка утворилася поблизу місця, де обвалився берег.

## Назва
Згідно з деякими джерелами, канал названий на честь району Кош-Тепа в афганській провінції Джоузджан. 
 
Слово «кош» (узб. qoʻsh) — тюркське слово, що означає «пара» або «близнюк». 
 
«Qoʻshtepa» означає «подвійні» або «суміжні тепе» і є поширеним узбецьким топонімом. 

## Режим водокористування на Аму-Дар'ї
Формальний режим поділу вод Аму-Дар'ї між чотирма республіками колишнього СРСР Киргизстаном, Таджикистаном, Туркменістаном і Узбекистаном створений у радянський період. 
Будучи внутрішніми для СРСР, ці угоди не відображали інтересів Афганістану. 

Коли будівництво каналу почалося у 2022 році, Афганістан ще не був учасником жодного регіонального чи міжнародного договору про використання транскордонних річкових вод. 

Таким чином, не було заздалегідь узгоджених процедур вирішення спорів для вирішення проблем інших країн сточища Аму-Дар'ї. 
Уряд Афганістану стверджував, що Афганістан має загальне право використовувати води річки Аму-Дар'ї, незалежно від офіційної угоди. 

## Міжнародна реакція
Узбекистан, головна потенційно постраждала країна нижньої течії річки, висловив стурбованість тим, що канал матиме негативний вплив на його сільське господарство. 
 
У 2023 році офіційні особи Узбекистану провели переговори з талібами з цього приводу, але офіційних домовленостей досягнуто не було.

## Екологічні проблеми
Екологи висловили стурбованість тим, що канал Кош-Тепа погіршить ситуацію з Аральським морем, відводячи ще більше води з Аму-Дар'ї. 

Детальний аналіз проекту, проведений незалежним аналітичним виданням CABAR.asia, виявив, що застосовані методи будівництва виявилися «рудиментарними», і зробив висновок про високу ймовірність втрат води в каналі. 

## 2023 р. звіти про порушення
У грудні 2023 року повідомлялося, що на каналі Кош-Тепа стався серйозний прорив. 
На супутникових знімках, отриманих із Sentinel-2, видно велику водойму, що завдовжки 9 км на північному березі каналу. 

Повідомлялося, що у наступні дні рівень води ще більше збільшувався. 

Афганські офіційні особи спростували повідомлення, стверджуючи, що води каналу тимчасово перенаправлені на сусідню територію через навмисне переміщення. 